# Johan Erik Vesti Boas
Johan Erik Vesti Boas, född 2 juli 1855 i Köpenhamn, död 25 januari 1935 på Frederiksberg, var en dansk zoolog.
Boas blev filosofie doktor 1881 och hedersdoktor vid Uppsala universitet 1927. Efter studier i Heidelberg under Carl Gegenbaur blev han assistent i anatomi vid Veterinær- og Landbohøjskolen i Köpenhamn 1880,ö och var professor där 1903-27. Bland Boas talrika skrifter märks Bidrag til Kundskaben om Conus Arteriosus ... hos Amphibierne (1881), Ohrknorphel und äusseres Ohr der Säugetiere (1912), The elephant's head (1909-25, tillsammans med Simon Paulli), samt flera arbeten över vertebraters och evertebraters släktskapsförhållande. Mest känd är han för sin Lærebog i Zoologi som utgått i flera upplagor och försatts till en rad andra språk. Han har även utgivit  Dansk Forstzoologi (1898) och en del uppsatser över för lanthushållningen skadliga djur.

## Utmärkelser
- Riddare av Dannebrogorden,  1907[4]
- Dannebrogsmännens hederstecken,  1919[4]
- Kommendör av Dannebrogorden,  1925[4]

[Redigera Wikidata]